# Bolesław Drobner

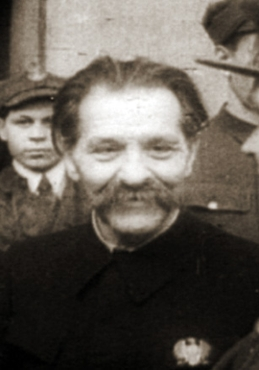
Bolesław Drobner (1945)

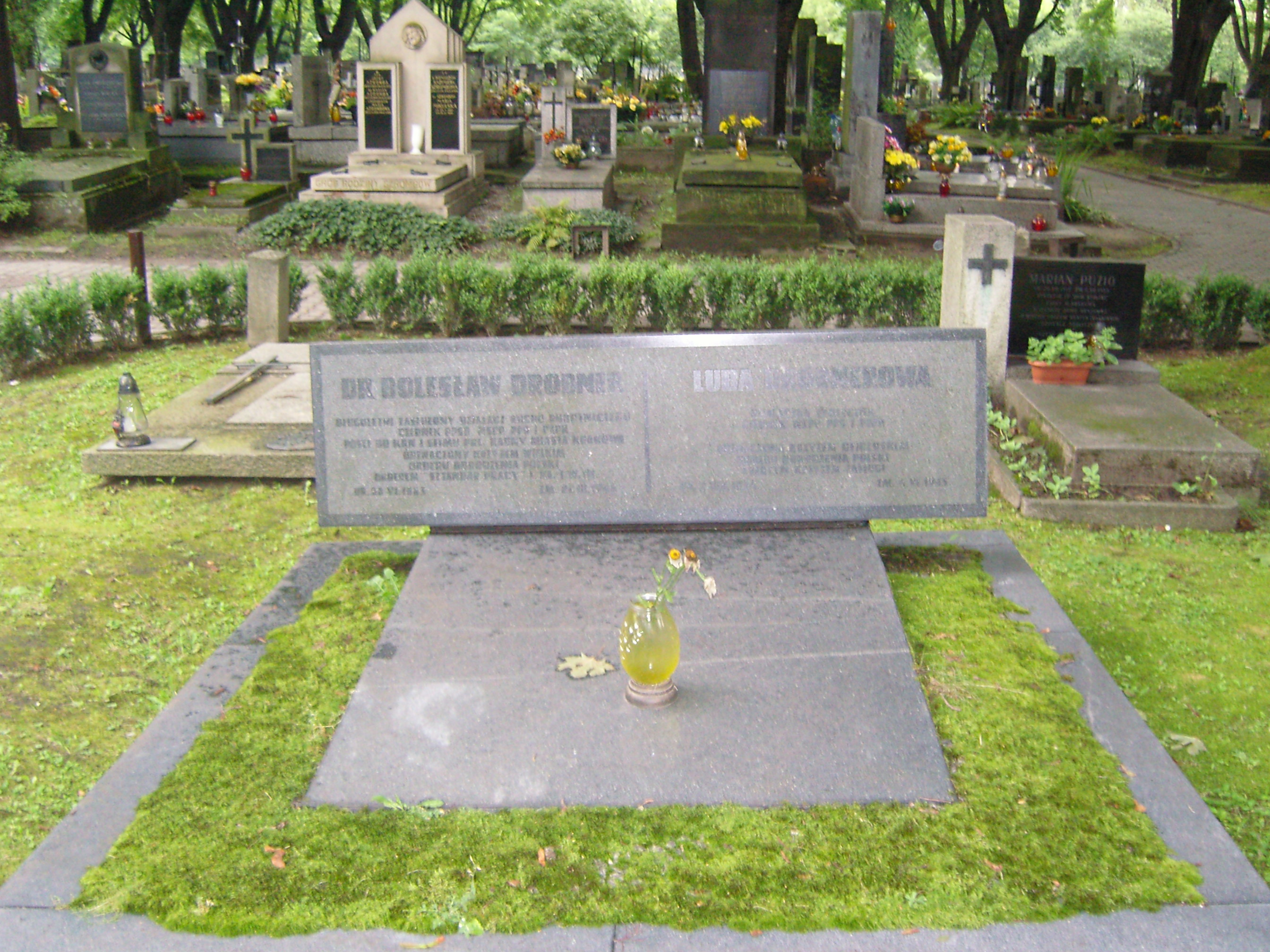
Grób Bolesława Drobnera na cmentarzu Rakowickim

Bolesław Drobner, ps. „Jan Okoński”, „Doktor”, „Jan Dębczak” (ur. 28 czerwca 1883 w Krakowie, zm. 31 marca 1968 tamże) – polski działacz socjalistyczny, doktor chemii, kierownik Resortu Pracy, Opieki Społecznej i Zdrowia PKWN (1944), pierwszy powojenny prezydent Wrocławia (1945).

## Życiorys
Syn Romana i Anny z Fieschlerów. Urodził się w spolonizowanej rodzinie żydowskiej. Jego dziadek był uczestnikiem powstania listopadowego, zaś rodzice – powstańcami styczniowymi, ojciec jako drukarz składał tajne druki Rządu Narodowego, organizował przewóz powstańców, broni i żywności z Galicji do Królestwa Kongresowego, był aresztowany i skazany przez władze carskie na wieloletnie więzienie. Matka była powstańczą sanitariuszką.
Po ukończeniu III Gimnazjum im. Jana Sobieskiego w Krakowie studiował na politechnikach w Berlinie, we Lwowie i w Zurychu, wreszcie na uniwersytecie we Fryburgu, gdzie 13 stycznia 1906 obronił rozprawę doktorską z chemii. W latach 1898–1919 działał w Polskiej Partii Socjalno-Demokratycznej Galicji i Śląska Cieszyńskiego. Od 1903 do 1905 należał jednocześnie do Socjaldemokratycznej Partii Szwajcarii. W 1909 był redaktorem odpowiedzialnym pisma wewnętrznej opozycji w SDKPiL „Solidarność Robotnicza”.
Po wybuchu I wojny światowej w sierpniu 1914 wstąpił do Legionów Polskich, w 1915 przeszedł do armii austriackiej, w której służył do końca wojny. W latach 1919–1922 członek Polskiej Partii Socjalistycznej. W 1922 współzałożyciel i jeden z przywódców Partii Niezależnych Socjalistów (od 1924 Niezależnej Socjalistycznej Partii Pracy). W latach 1923–1928 zasiadał w egzekutywie Socjalistycznej Międzynarodówki Robotniczej. W latach 1928–1936 ponownie działał w PPS, był członkiem jej Rady Naczelnej. Opowiadał się za współpracą z Komunistyczną Partią Polski. W latach 1933–1938 członek Rady Miejskiej Krakowa z Socjalistycznej Listy Robotniczej. W 1936 za wyjazd do Związku Radzieckiego bez zgody władz PPS, usunięty z partii.
21 marca 1938 przed sądem okręgowym w Krakowie rozpoczął się proces Bolesława Drobnera oskarżonego o działalność komunistyczną. 1 kwietnia 1938 sąd skazał go na karę 3 lat pozbawienia wolności (z zaliczeniem dotychczasowego pobytu w areszcie) oraz na utratę praw na 3 lata.
Po najeździe radzieckim na Polskę 17 września 1939, po krótkim okresie zarządzania kopalnią soli potasowych w Kałuszu, w czerwcu 1940 aresztowany przez NKWD i wywieziony w głąb Związku Radzieckiego. W 1943 uwolniony, został członkiem Zarządu Głównego Związku Patriotów Polskich, a 21 lipca 1944 wszedł w skład Polskiego Komitetu Wyzwolenia Narodowego jako kierownik resortu pracy, opieki społecznej i zdrowia. W 1945 (od marca do czerwca) pierwszy polski prezydent Wrocławia (powołany 14 marca, jeszcze przed wkroczeniem Armii Czerwonej do miasta, urzędowanie mógł praktycznie rozpocząć dopiero po kapitulacji Festung Breslau, w maju). Współorganizator polskiej administracji. Opowiadał się za przekształceniem Wrocławia w miasto wydzielone. Chciał stworzyć system gospodarczy eliminujący obieg pieniędzy (tzw. republika drobnerowska). Na początku czerwca 1945 zaprotestował wobec miejscowego dowódcy Armii Czerwonej przeciw utrudnianiu starań o normalizację życia przybywających do miasta Polaków. Radziecki generał pobił go i wyrzucił ze swego biura, a gdy Bolesław Drobner odwołał się do Bolesława Bieruta, ten kazał mu natychmiast opuścić Wrocław.
Od września 1944 do lutego 1945 był przewodniczącym, a od lipca 1945 do grudnia 1947 wiceprzewodniczącym Rady Naczelnej „lubelskiej” PPS. Od stycznia 1945 do kwietnia 1948 pełnił funkcję przewodniczącego Wojewódzkiego Komitetu PPS w Krakowie. W partii opowiadał się za równorzędnością pozycji PPS wobec Polskiej Partii Robotniczej i wolną rywalizacją polityczną obu partii. Przeciwnik scalenia PPS z PPR, 30 kwietnia 1948 w ramach czystki poprzedzającej scalenie obu partii usunięty z funkcji przewodniczącego Wojewódzkiego Komitetu PPS w Krakowie, 22 września 1948 usunięty z Rady Naczelnej PPS wraz z 10 innymi jej członkami (w tym Henrykiem Wachowiczem). Na początku października 1948, gdy dowiedział się od Zenona Kliszki o planach uchylenia immunitetu poselskiego i aresztowania Stanisława Mikołajczyka, poinformował o tym posła PSL Franciszka Wójcickiego, czym umożliwił ucieczkę byłego premiera z kraju. W październiku 1948, po odmowie złożenia tzw. samokrytyki, został wykluczony z PPS. Zezwolono mu w grudniu tegoż roku na wstąpienie do Polskiej Zjednoczonej Partii Robotniczej, był jednak całkowicie zmarginalizowany politycznie, choć zachował mandat posła na Sejm. Po wydarzeniach polskiego października i powrocie do władzy Władysława Gomułki, od października 1956 do lutego 1957 był p.o. I sekretarza Komitetu Wojewódzkiego PZPR w Krakowie. W 1954 uczestniczył w II Zjeździe partii, był też delegatem na jej III i IV Zjazd w 1959 i 1964.
Od 1944 poseł kolejno do Krajowej Rady Narodowej, na Sejm Ustawodawczy oraz na Sejm PRL I, II, III i IV kadencji; w II, III i IV kadencji Sejmu pełnił funkcję marszałka seniora (1957, 1961, 1965).
Dwukrotnie odznaczony Orderem Sztandaru Pracy I klasy (w tym w 1953). Ponadto nadano mu Krzyż Wielki i Krzyż Komandorski z Gwiazdą Orderu Odrodzenia Polski. W 1955 otrzymał Medal 10-lecia Polski Ludowej, w 1960 Odznakę XV-lecia Wyzwolenia Dolnego Śląska, a w 1966 Odznakę 1000-lecia Państwa Polskiego (1966). W 1964 otrzymał nagroda tygodnika „Polityka” w dziedzinie najnowszej historii Polski za książkę Bezustanna walka (1964).
Wspierał rozwój kulturalny Krakowa. Z jego inicjatywy powstał Społeczny Fundusz Ochrony Zabytków Krakowa i Krakowski Dom Kultury. Muzeum Etnograficzne otrzymało nową siedzibę, wzniesiono nowy pawilon wystawowy dla Biura Wystaw Artystycznych. Zaprzyjaźniony z Piwnicą pod Baranami, pomógł w jej otwarciu i pierwszych latach działania.
Z małżeństwa z Lubą z domu Hirszowicz (1884–1965) miał syna Mieczysława (1912–1986), profesora sztuk muzycznych. Pochowany jest w alei zasłużonych cmentarza Rakowickiego (kwatera LXVII-płd. 2-1).

## Upamiętnienie
Do 1991 jego imieniem nazwany był jeden z bulwarów wiślanych Krakowa. Jego imieniem nazwano także ulicę na Wrocławskim Nadodrzu.
Do 2018 Szkoła Podstawowa nr 18 we Wrocławiu nosiła jego imię, lecz decyzją Rady Miejskiej Wrocławia, uchylono nadanie imienia. Decyzja została podjęta po burzliwej dyskusji. Uzasadnieniem wniosku o odebranie patronatu było odwołanie się do socjalistycznej przeszłości Bolesława Drobnera. Decyzja rady nie pociągnęła za sobą konsekwencji w postaci wniosków o zmianie nazwy wrocławskiej ulicy na Nadodrzu. Był też patronem ulicy w Bydgoszczy, w dzielnicy Fordon, na osiedlu Szybowników. W połowie lat 90. XX wieku nazwa ulicy zmieniona została na ul. Rzeźniackiego.

## Publikacje
- Drogowskazy, Wrocław 1945.
- Bezustanna walka (1962–1967), Kraków 1967.